# Tyler Posey
Tyler Garcia Posey (Santa Monica, 18 ottobre 1991) è un attore, musicista e modello statunitense.
È noto principalmente per aver interpretato il personaggio Scott McCall nella serie televisiva Teen Wolf.

## Biografia
Tyler Posey è nato a Santa Monica, in California, figlio dell'attore John Posey e di Cyndi Garcia Posey. Ha vissuto a Valencia, in California, e ha due fratelli, Jesse e Derek. È messicano per parte di madre, e irlandese e inglese per parte di suo padre. Ha frequentato la Hart High School a Santa Clarita, in California.
Sua madre morì di cancro al seno nel dicembre 2014. La stagione 5 della serie televisiva Teen Wolf fu dedicata alla sua memoria.

### Carriera

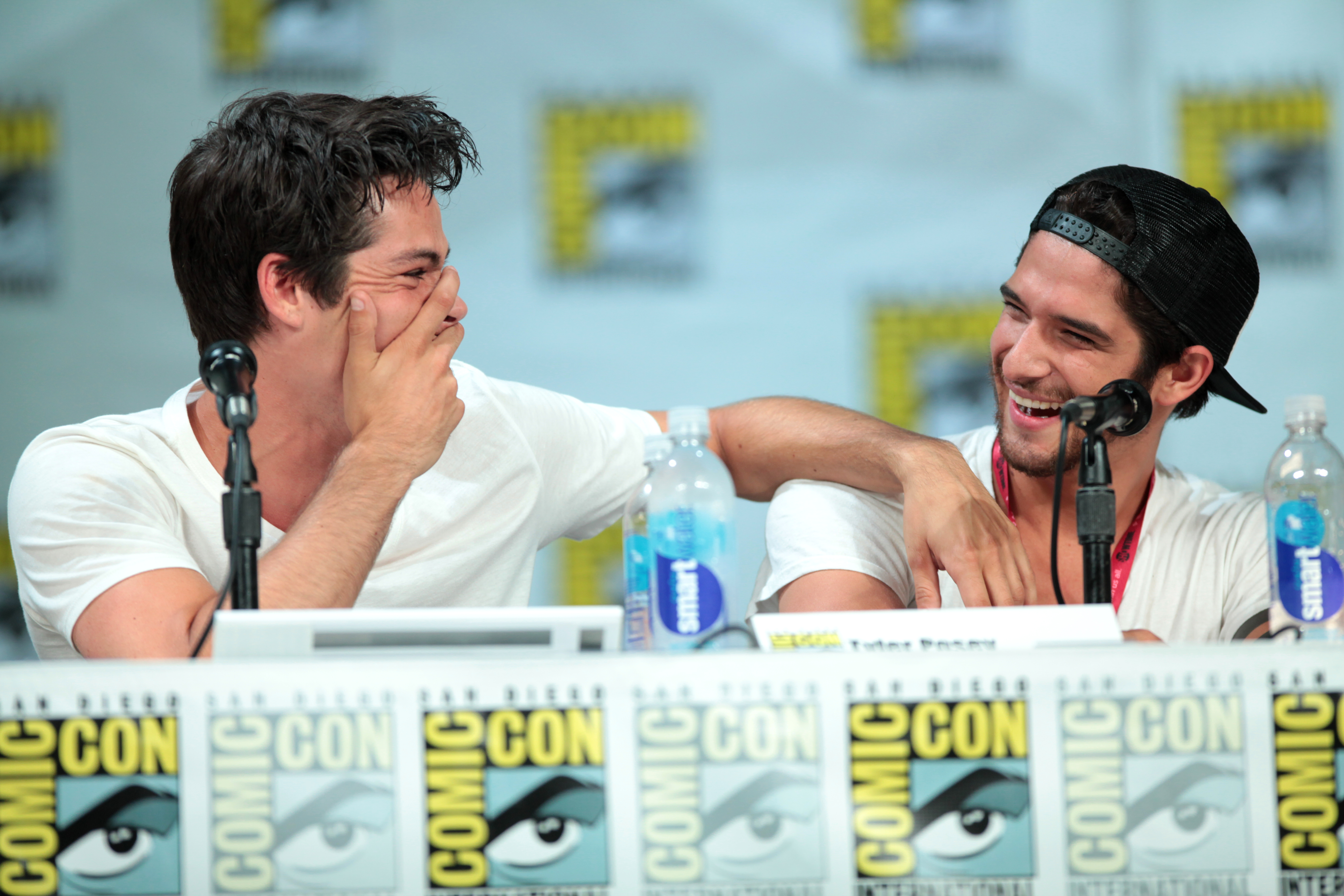
Dylan O'Brien e Tyler Posey al Comic Con nel 2014.

Nel febbraio del 2002, è apparso nel film Danni collaterali (Collateral Damage), in cui ha interpretato il figlio di Arnold Schwarzenegger. Nel dicembre dello stesso anno, ha interpretato il figlio di Jennifer Lopez nella commedia romantica Un amore a 5 stelle (Maid in Manhattan).
Nel 2012 ha interpretato Doug nel film White Frog, insieme a Booboo Stewart.
Il successo di Posey arriva quando viene scelto come protagonista nella serie televisiva di MTV Teen Wolf (una rivisitazione del film del 1985 con lo stesso nome), come il pacato Scott McCall, uno studente del liceo morso da un lupo mannaro, che deve mantenere il suo segreto dai suoi cari e tenerli al sicuro da pericoli imminenti. In America la serie è andata in onda per la prima volta il 5 giugno, 2011 e si è conclusa il 24 settembre, 2017, dopo sei stagioni.
Nel 2017 ottiene la parte di Shane nella terza stagione della serie televisiva Scream. La stagione è stata presentata in anteprima l'8 luglio 2019. Il 24 maggio 2017, Posey è stato scelto per il ruolo di Lucas Moreno nel film thriller soprannaturale di Blumhouse Obbligo o verità. Il film è uscito nelle sale il 13 aprile 2018.
Il 20 febbraio 2019, è stato annunciato che Posey avrebbe recitato nel ruolo di Michael Emerson nella serie The CW, The Lost Boys. Il 29 luglio 2019 è stato annunciato che The CW non era soddisfatta del primo episodio girato e che Posey, insieme alla maggior parte del resto del cast, sarebbe stato sostituito.
Il 18 novembre 2019, è stato annunciato che Posey avrebbe recitato nella serie animata di Netflix, Fast & Furious: Piloti sotto copertura, che sarebbe stata presentata in anteprima il 26 dicembre 2019.
Nel settembre 2021, è stato annunciato il film reunion di Teen Wolf prodotto dalla Paramount+, con Jeff Davis come sceneggiatore e produttore esecutivo del film. La maggior parte dei membri del cast originale, incluso Posey, hanno ripreso i loro ruoli. Il film è uscito il 26 gennaio 2023.

### Carriera musicale
Posey è anche il frontman della band 'Disappearing Jamie' (che ha poi cambiato il nome da 'Lost in Kostko'), in cui canta e suona la chitarra. Hanno eseguito la loro prima performance nel 2012 al Roxy di Los Angeles.
Nel dicembre 2016, Tyler Posey è stato un DJ ospite al secondo anniversario di Emo Nite LA all'Echoplex di Los Angeles.
Posey suona la chitarra e collabora con la band pop punk PVMNTS insieme al chitarrista / bassista / cantante Freddy Ramirez e al batterista Nick Guzman. Il trio ha pubblicato la canzone "Standing (On My Own Two Feet)" il 14 giugno 2018, in cui Posey ha scritto della scomparsa di sua madre nel 2014. La band ha auto-prodotto i loro sei brani EP Better Days il 17 agosto 2018.
Nell'aprile 2019, è stato annunciato che Posey aveva lasciato la band e stava perseguendo un'altra avventura musicale, che si è rivelata essere la band punk rock Five North, il cui singolo di debutto This Mess è stato rilasciato il 4 ottobre 2019.

## Vita privata
Nel 2020 ha dichiarato online di aver avuto rapporti intimi anche con uomini, affermando di essere “sicuro della propria sessualità” e di “amare tutti”. Un coming out come pansessuale che l'attore ha dedicato ai suoi molti giovani fan, con l'obiettivo di “liberarsi dello stigma”.
Ha iniziato a frequentare la cantante Phem nel 2020. Si sono sposati nell'ottobre 2023.

## Filmografia

### Cinema
- Men of Honor - L'onore degli uomini (Men of Honor), regia di George Tillman Jr. (2000) – non accreditato
- Danni collaterali (Collateral Damage), regia di Andrew Davis (2002)
- Un amore a 5 stelle (Maid in Manhattan), regia di Wayne Wang (2002)
- Inside Out, regia di David Ogden (2005)
- Veritas, Prince of Truth, regia di Arturo Ruiz-Esparza (2007)[15]
- Legendary, regia di Mel Damski (2010)
- White Frog, regia di Quentin Lee (2012)
- Scary Movie V, regia di Malcolm D. Lee (2013)
- Yoga Hosers - Guerriere per sbaglio (Yoga Hosers), regia di Kevin Smith (2016)
- Obbligo o verità (Truth or Dare), regia di Jeff Wadlow (2018)
- Taco Shop, regia di Joaquin Perea (2018)
- The Last Summer, regia di Bill e Scott Bindley (2019)
- Alone, regia di Johnny Martin (2020)
- Brut Force, regia di Eve Symington (2022)
- Teen Wolf - Il film (Teen Wolf: The Movie), regia di Russell Mulcahy (2023)

### Televisione
- Doc – serie TV, 86 episodi (2001-2005)
- Senza traccia (Without a Trace) – serie TV, episodio 1x06 (2002)
- Agente speciale Sue Thomas (Sue Thomas: F.B.Eye) – serie TV, episodio 3x12 (2005)
- Into the West – miniserie TV, puntata 03 (2005)
- Smallville – serie TV, episodio 6x09 (2006)
- Brothers & Sisters - Segreti di famiglia (Brothers & Sisters) – serie TV, episodi 1x04-1x08-1x11 (2006-2007)
- Lincoln Heights - Ritorno a casa (Lincoln Heights) – serie TV, 7 episodi (2009)
- Teen Wolf – serie TV, 100 episodi (2011-2017)
- Workaholics – serie TV, episodio 3x14 (2013)
- The Exes – serie TV, episodio 3x09 (2013)
- Jane the Virgin – serie TV, 7 episodi (2017)
- Sideswiped – webserie, webisodio 1x02 (2018)
- Now Apocalypse – serie TV, 7 episodi (2019)
- Scream – serie TV, episodi 3x01-3x02 (2019)

### Videoclip
- Our Deal dei Best Coast, regia di Drew Barrymore (2011)
- Colors di Halsey, regia di Tim Mattia (2016)

### Doppiatore
- Elena di Avalor (Elena of Avalor) – serie animata, 7 episodi (2016-2020)
- Marvel Rising: Initiation – serie animata, 6 episodi (2018)
- Marvel Rising: Secret Warriors, regia di Alfred Gimeno e Eric Radomski – film TV animato (2018)
- Sherwood – serie animata, 10 episodi (2019)
- Undone – serie TV, episodi 1x01-1x06-1x08 (2019)
- Fast & Furious - Piloti sotto copertura (Fast & Furious Spy Racers) – serie animata, 32 episodi (2019-2021)

## Riconoscimenti
- ALMA Awards
  - 2012 - Miglior attore protagonista in una serie televisiva per Teen Wolf
- Imagen Awards
  - 2012 - Miglior attore protagonista in una serie televisiva per Teen Wolf
- Movieguide Awards
  - 2005 - Miglior performance televisiva ispiratrice per Doc
- People's Choice Awards
  - 2017 - Candidatura come miglior attore televisivo di fantascienza per Teen Wolf
- Saturn Awards
  - 2015 - Candidatura come miglior attore giovane in una serie televisiva per Teen Wolf
- Teen Choice Awardss
  - 2011 - Candidatura come Choice Summer TV Star – Maschile per Teen Wolf
  - 2011 - Candidatura come Choice TV – Star di successo per Teen Wolf
  - 2012 - Choice Summer TV Star – Maschile per Teen Wolf
  - 2013 - Candidatura come Choice Summer TV Star – Maschile per Teen Wolf
  - 2014 - Candidatura come Choice Summer TV Star – Maschile per Teen Wolf
  - 2014 - Candidatura come Choice TV Actor – Fantascienza per Teen Wolf
  - 2015 - Candidatura come Choice Summer TV Star – Maschile per Teen Wolf
  - 2017 - Choice Summer TV Star – Maschile per Teen Wolf
- Young Artist Awards
  - 2002 - Miglior attore non protagonista in una serie televisiva per Doc
  - 2004 - Candidatura come miglior attore non protagonista in una serie televisiva per Doc
- Young Hollywood Awards
  - Miglior Cast (con Dylan O'Brien, Crystal Reed, Holland Roden e Tyler Hoechlin) per Teen Wolf

## Doppiatori italiani
Nelle versioni in italiano delle opere in cui ha recitato, Tyler Posey è stato doppiato da:
- Flavio Aquilone in Un amore a 5 stelle, Teen Wolf, Yoga Hosers - Guerriere per sbaglio, Obbligo o verità, Now Apocalypse, Undone, Teen Wolf - Il film
- Alessandro Tiberi in Smallville
- Paolo De Santis in Legendary
- Gabriele Lopez in Scary Movie V
- Francesca Manicone in Doc
- Gabriele Patriarca in Brothers & Sisters - Segreti di famiglia
- Alessandro Campaiola in Jane the Virgin

Da doppiatore è sostituito da:
- Flavio Aquilone in Undone, Fast & Furious: Piloti sotto copertura